# Нана (бактрийская богиня)

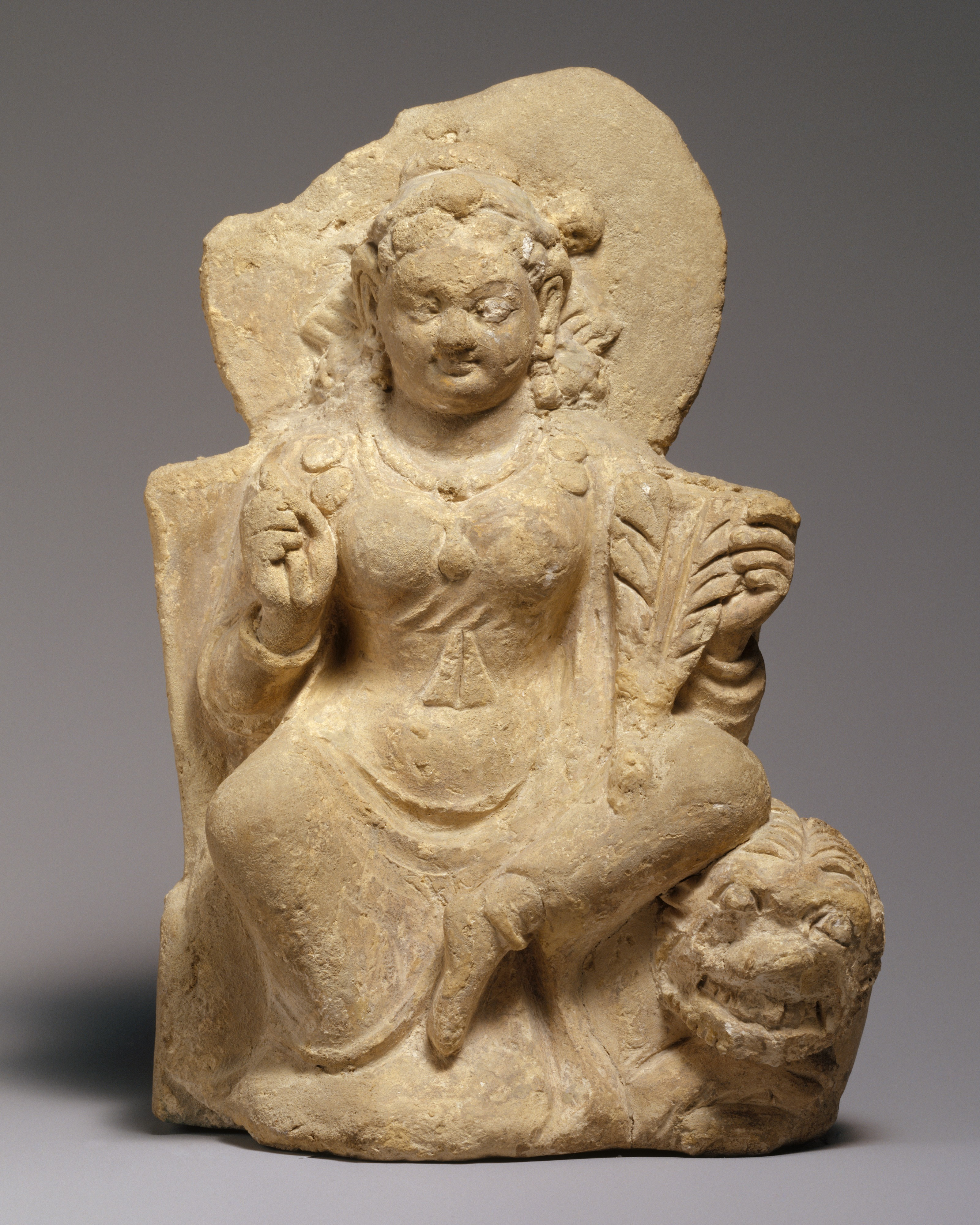
Богиня, возможно, Нана, сидящая на льве, Афганистан, V—VI век, эфталитский или тюркский период

Нана (кушанский греческий: Νανα, Ναναια, Ναναϸαο, согдийский нни) была бактрийским женским божеством, вариацией паназиатской Наны, слияния шумеро-вавилонской Инанны-Иштар с местным божеством, в её кушанской форме с местной (зороастрийской) Харахвати Аредви Сура Анахита. Такой синкретизм был распространён среди кушанских божеств.
Нана впервые засвидетельствована именем на монете Сападбиза, царя Бактрии I века до нашей эры, который предшествовал кушанам. В этом единственном случае Нана изображена как лев. Затем, спустя два столетия, Нана вновь появляется на монетах и печатях кушанских царей, в частности, Канишки I середины II века. Рабатакская надпись «Канишка I» также взывает к ней. Её характеристики воинственны в этих изображениях, и она обычно изображалась как сидящая военная богиня, сопровождаемая львом. Она также была связана с плодородием, мудростью и как богиня вод (в частности, реки Инда, которая была известна как Харахвати в Авесте, и покровителем которой была Харахвати Ардеви Сура Анахита).
Территория Кушана охватывала ираноязычные регионы Согдиана, Фергана, Бактрия, Арахозия, Гандхара и Таксила, а также завоёванные индийские территории Матхуры. Эти провинции находятся в Афганистане, Таджикистане, Узбекистане и на северо-западе Пакистана. Изображения Наны известны из Афганистана ещё в V—VI веках нашей эры. В Афганистане и Пакистане имя появляется как «нави»: слово пушту, обозначающее невесту.

## Галерея

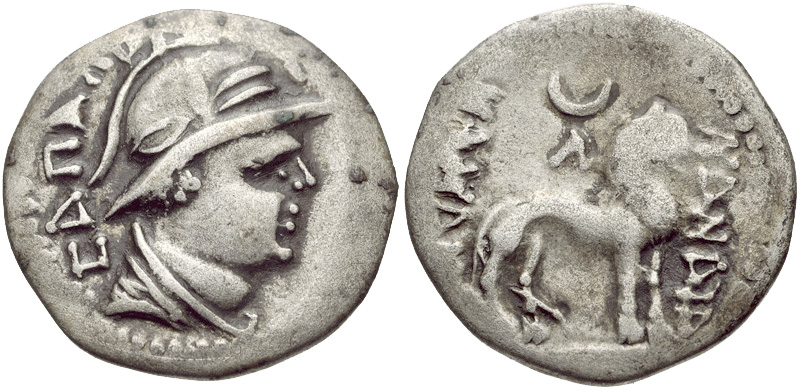
Монета Сападбиза (ок. 10 г. до н. э.), с изображением льва, полумесяца и надписи Ναναια на обороте
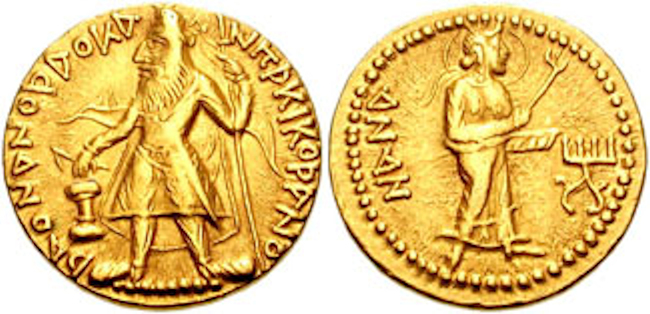
Монета Канишки I (около 100-126 гг. н. э.) с богиней Наной
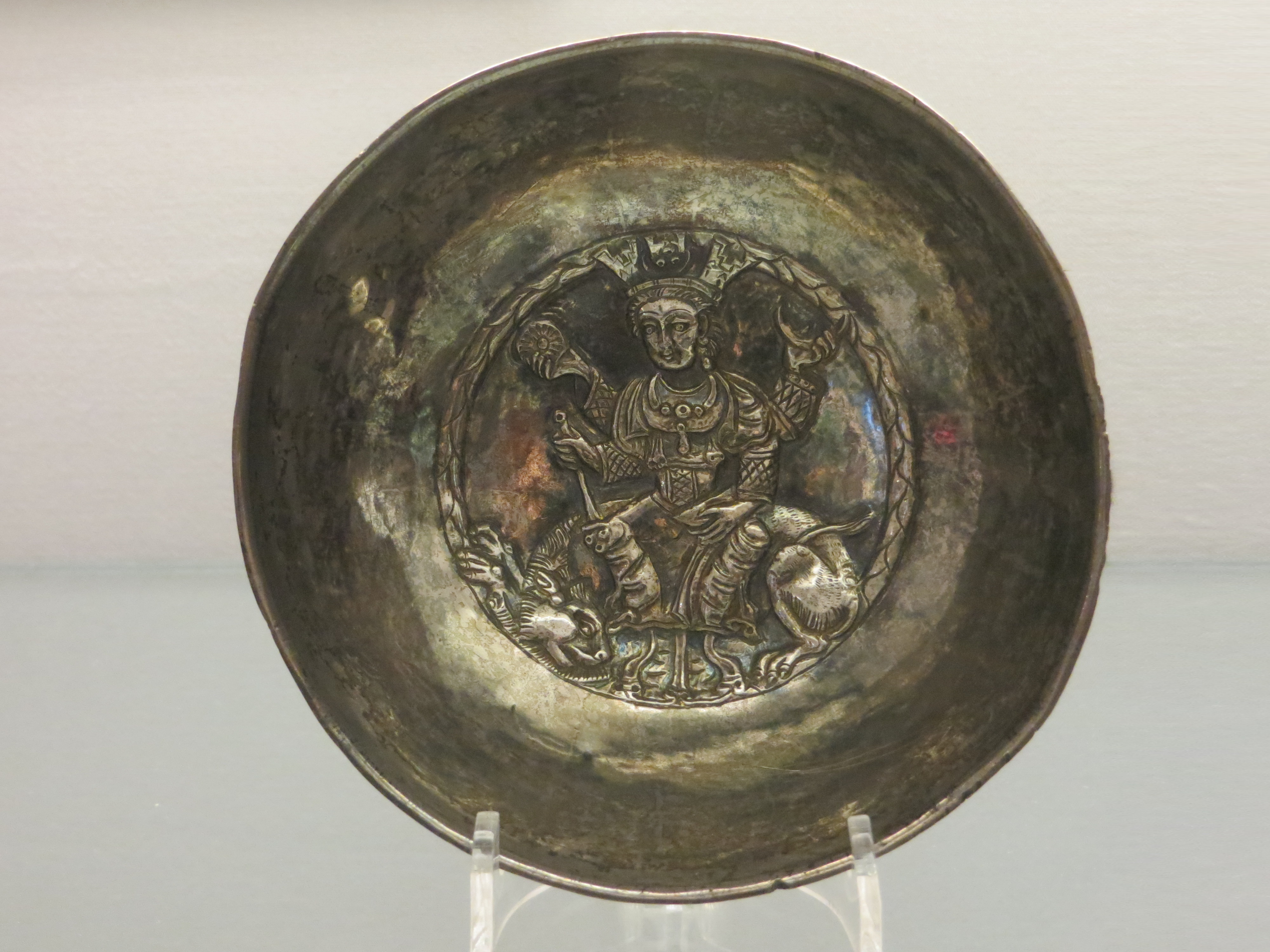
Серебряная чаша из Хорезма, изображающая четырёхрукую богиню, сидящую на льве, возможно, Нану. Датируется 658 г. н. э., Британский музей[4].
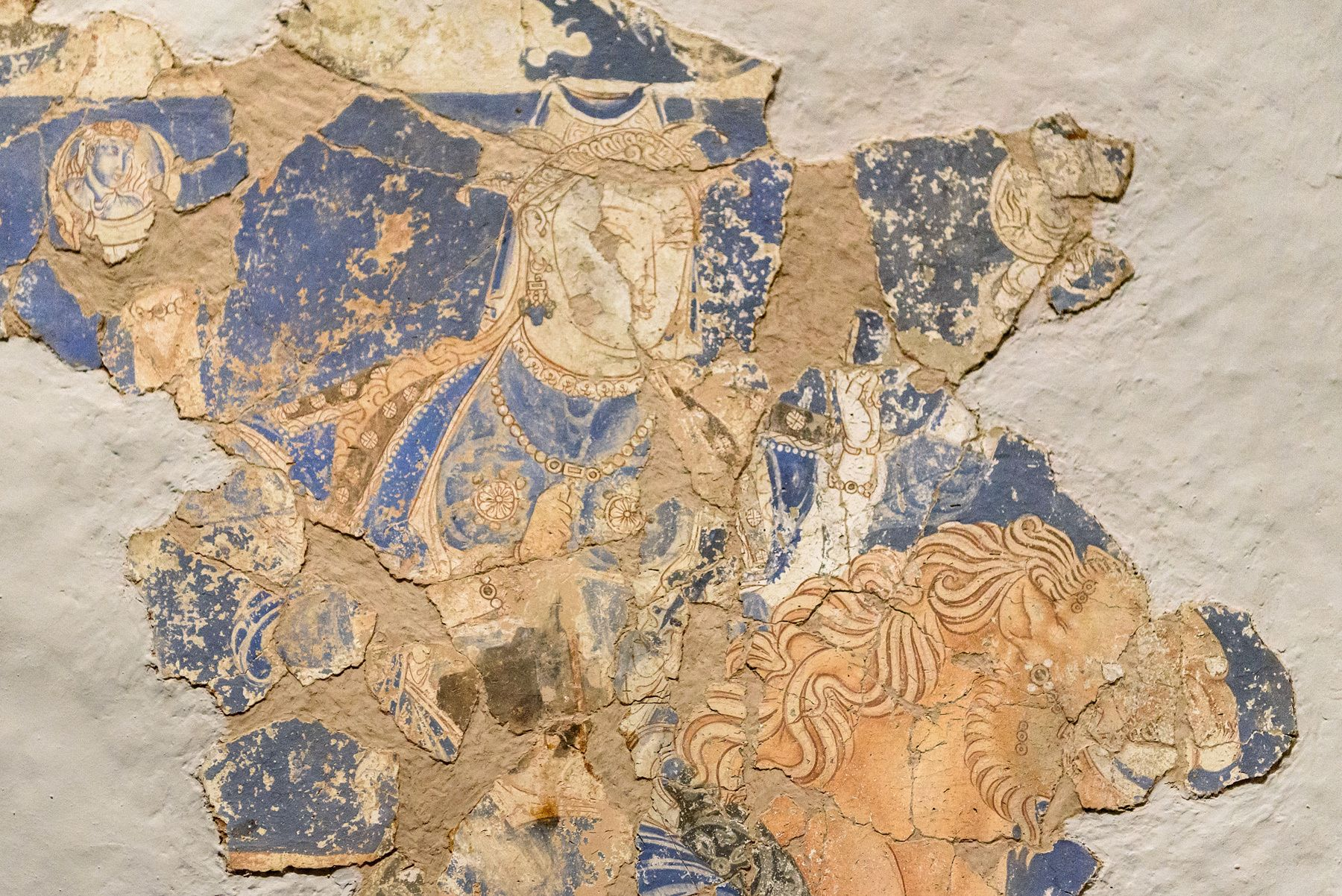
Настенная роспись из Бунджиката, изображающая Нану
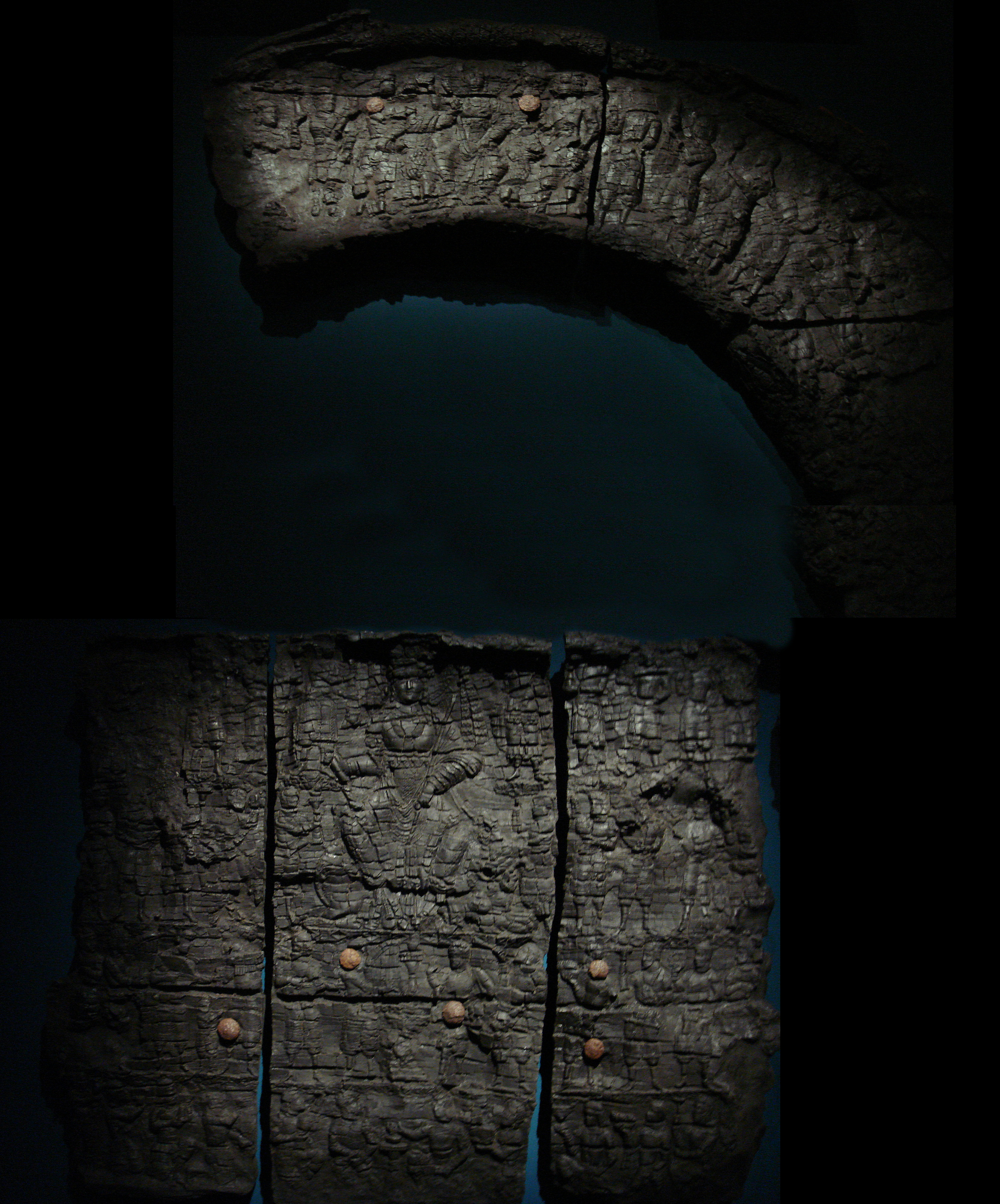
Обугленные деревянные ворота, украшенные богиней Наной и прихожанами. Кафыр-кала, Узбекистан, VI век н. э.
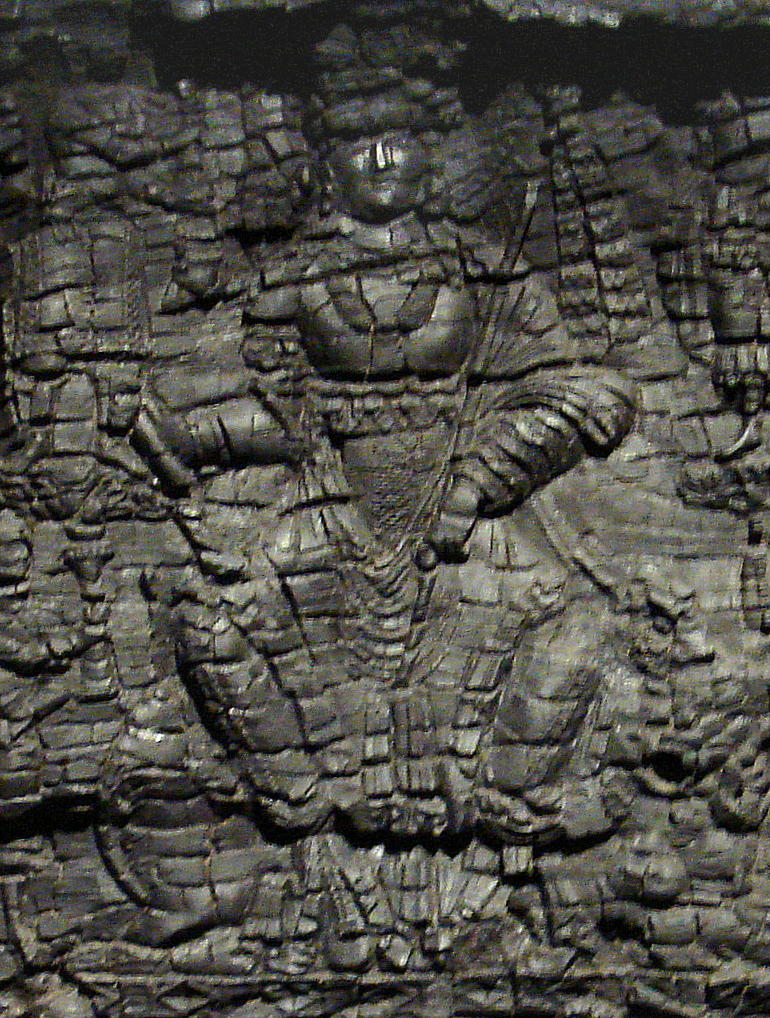
Богиня Нана, VI век н. э. Кафыр-кала, Узбекистан